# ザ・ガスライト・アンセム
ザ・ガスライト・アンセム (The Gaslight Anthem) は、アメリカ・ニュージャージー州ニューブランズウィック出身のパンク・ロックバンド。2006年結成の4人組。

## 来歴
2006年、アメリカのニュージャージー州、ニューブランズウィックにて結成。同郷のThe Bouncing Soulsらとツアーを重ね、2007年5月に1stアルバム『Sink or Swim』をXOXO Recordsからリリース。
2008年8月、2ndアルバム『The '59 Sounds』をSideOneDummyからリリース。Hot Water MusicのChrisやMighty Mighty BosstonesのDickyが参加した。
2010年、3rdアルバム『American Slang』をリリース。
2012年、4thアルバム『Handwritten』をリリース。
2014年、5thアルバム『Get Hurt』をリリース。
2015年7月29日、バンドは夏のヨーロッパツアーの後に活動休止することを発表した。
2018年、バンドは一時的な再結成を果たす。

## メンバー
- Brian Fallon（リードボーカル、リズムギター）
- Alex Rosamilia（リードギター、バッキングボーカル）
- Alex Levine（ベース、バッキングボーカル）
- Benny Horowitz（ドラム、パーカッション）

ツアーメンバー
- Ian Perkins（キーボード、アディショナルギター、バッキングボーカル）

元メンバー
- Mike Volpe（リードギター）

## ディスコグラフィ
スタジオ・アルバム
- Sink or Swim (2007年、XOXO Records)
- The '59 Sound (2008年)
- American Slang (2010年)
- Handwritten (2012年)
- Get Hurt (2014年)